# Andreas Staier
Andreas Staier (Göttingen, 13 september 1955) is een Duits klavecimbel- en pianofortespeler.

## Levensloop
Staier studeerde aan de Muziekhogeschool van Hannover, piano bij Kurt Bauer en Erika Haase en klavecimbel bij Lajos Rovatkay. Hij nam deel aan masterclasses bij Gustav Leonhardt en Nikolaus Harnoncourt. Hij studeerde nog verder in Amsterdam waar hij zich gedurende 2 jaar vervolmaakte bij Ton Koopman.
Van 1983 tot 1986 was hij de vaste klavecinist van het ensemble Musica Antiqua Köln. Vanaf 1986 concerteerde hij vooral als solist op een Hammerflügel of fortepiano. Hij trad ook vaak op als continuospeler bij Liedrecitals en samen met het ensemble Les Adieux. Van 1987 tot 1996 was hij docent klavecimbel aan de Schola Cantorum Basiliensis.
Als solist trad hij op met Concerto Köln, Freiburger Barockorchester, Akademie für Alte Musik Berlin en Orchestre des Champs-Élysées Parijs. Hij heeft zich hierbij ontwikkeld tot vooraanstaand uitvoerder op pianoforte. Bij kamermuziekuitvoeringen trad hij op met onder meer Anne Sofie von Otter, Pedro Memelsdorff, Alexej Lubimov, Christine Schornsheim, de klarinettist Erich Hoeprich. Hij vormde ook een trio met Daniel Sepec (viool) en Jean-Guihen Queyras (cello) of Roel Dieltiens (cello). Hij heeft een jarenlange samenwerking opgebouwd met de Duitse tenor Christoph Prégardien, met wie hij opnamen deed van Liederen van Schubert, Schumann, Mendelssohn, Beethoven en Brahms. Voor de Liederencyclus "Die Schöne Magelone" van Brahms, werkte Staier samen met Senta Berger en Vanessa Redgrave.
Staier trad op in talrijke internationale muziekfestivals zoals in La Roque-d'Anthéron, Saintes, Montreux, Graz, Schubertiade Schwarzenberg, Sleeswijk-Holstein, Bach-Fest Leipzig, Bachtage Berlijn, Bachwoche Ansbach. Daarnaast betrad hij vele gerenommeerde concertpodia, van Berlijn tot Tokio, waaronder: Konzerthaus Wenen, Konzerthaus Philharmonie Berlijn, Kölner Philharmonie, Gewandhaus Leipzig, Alte Oper Frankfurt, Tonhalle Düsseldorf, Wigmore Hall en Royal Festival Hall Londen, De Singel Antwerpen, Concertgebouw Brugge, Concertgebouw Amsterdam, Paleis voor Schone Kunsten Brussel, Tonhalle Zürich, Cité de la Musique, Théâtre des Bouffes du Nord, Ircam en Théâtre des Champs Elysées Parijs, Teatro della Pergola Firenze, Sala Filarmonica Rome, Toppan Hall en Suntory Hall Tokio.
Staier interesseert zich ook aan hedendaagse muziek voor klavierinstrumenten. In 2001 speelde hij in wereldpremière  Contra-Sonata, een werk voor pianoforte van de Franse componist Brice Pauset, aan Staier opgedragen.

## Prijzen
- 2002: Prijs van de Duitse Schallplattenkritik voor zijn volledige carrière
- 2008: Land Niedersachsen, Praetorius Musikpreis

## Discografie
Staier heeft aan méér dan 50 opnamen meegewerkt, hetzij als solist, hezij samen met ensembles of met andere solisten. Zie externe link hierna.